# Матійчук Олександр Сергійович
Олекса́ндр Сергі́йович Маті́йчук — молодший сержант батальйону патрульної служби міліції особливого призначення «Полтавщина» МВС України, учасник російсько-української війни.

## Життєпис
Закінчив технологічний технікум, по тому — університет «Україна», юрист. Проходив строкову службу в Збройних силах України.
В часі війни — молодший сержант, батальйон патрульної служби міліції особливого призначення «Полтавщина».
9 листопада 2014-го загинув під час обстрілу російськими збройними формуваннями селища Ольховатка під Дебальцевим: снаряд влучив у житловий будинок, де перебували правоохоронці. Тоді ж загинув Віталій Кузьменко.
Похований у місті Червонозаводське (нині - Заводське).
Залишилася мати.

## Нагороди
За особисту мужність і героїзм, виявлені у захисті державного суверенітету та територіальної цілісності України, вірність військовій присязі під час російсько-української війни
- нагороджений орденом «За мужність» III ступеня (26.02.2015, посмертно).